# Sie kamen von jenseits des Weltraums
Sie kamen von jenseits Weltraums ist ein britischer Science-Fiction-Film aus dem Jahre 1967, der auf dem Roman The Gods Hate Kansas von Joseph Millard aus dem Jahre 1941 beruht.

## Handlung
Meteoriten, die im Südwesten Englands niedergehen, stellen sich als UFOs heraus. Mit Hypnosestrahlen und Seuchen sorgen die Außerirdischen für Angst und Panik. Der Held und seine Freundin geraten in Gefangenschaft und werden zum Mond gebracht. Dort befindet sich das Mutterschiff der Außerirdischen, das eine Bruchlandung gebaut hat. Für die Reparatur werden Sklaven benötigt. Die Strahlenwaffen der Aliens wirken bei Menschen nicht tödlich, sondern betäuben sie nur. Ihrer scheinbar ultimativen Waffe beraubt, sind die Außerirdischen zu einem Kompromiss bereit.

## Kritik
„Ein Schundfilm, gedreht nach einem Schundroman.“

„Sie kamen von jenseits des Weltraums ist Science-Fiction-Trash, wie man ihn typischerweise aus amerikanischer Herstellung kennt. Unzweideutig für ein Minibudget gedreht und durchgehend mit absurden Ideen gespickt. … Science-Fiction, britisch und dann auch noch von den Amicus Productions, ist ein ebenso seltenes und seltsames Tier im Dschungel der B-Movie-Fauna. Sie kamen von jenseits des Weltraums verpasst amerikanischen Außerirdischen-Invasions-Filmen einen Anstrich englischer Bedächtigkeit. Aliens suchen auf der Erde nach Sklaven für ihre Werkstatt auf dem Mond. Damit ist eigentlich alles gesagt. Space-Age-Exotica eben. Das geht immer!“